# Kozjubynske
Kozjubynske (ukrainisch Коцюбинське; russisch Коцюбинское Kozjubinskoje) ist eine Siedlung städtischen Typs in der ukrainischen Oblast Kiew mit 16.300 Einwohnern (2019).

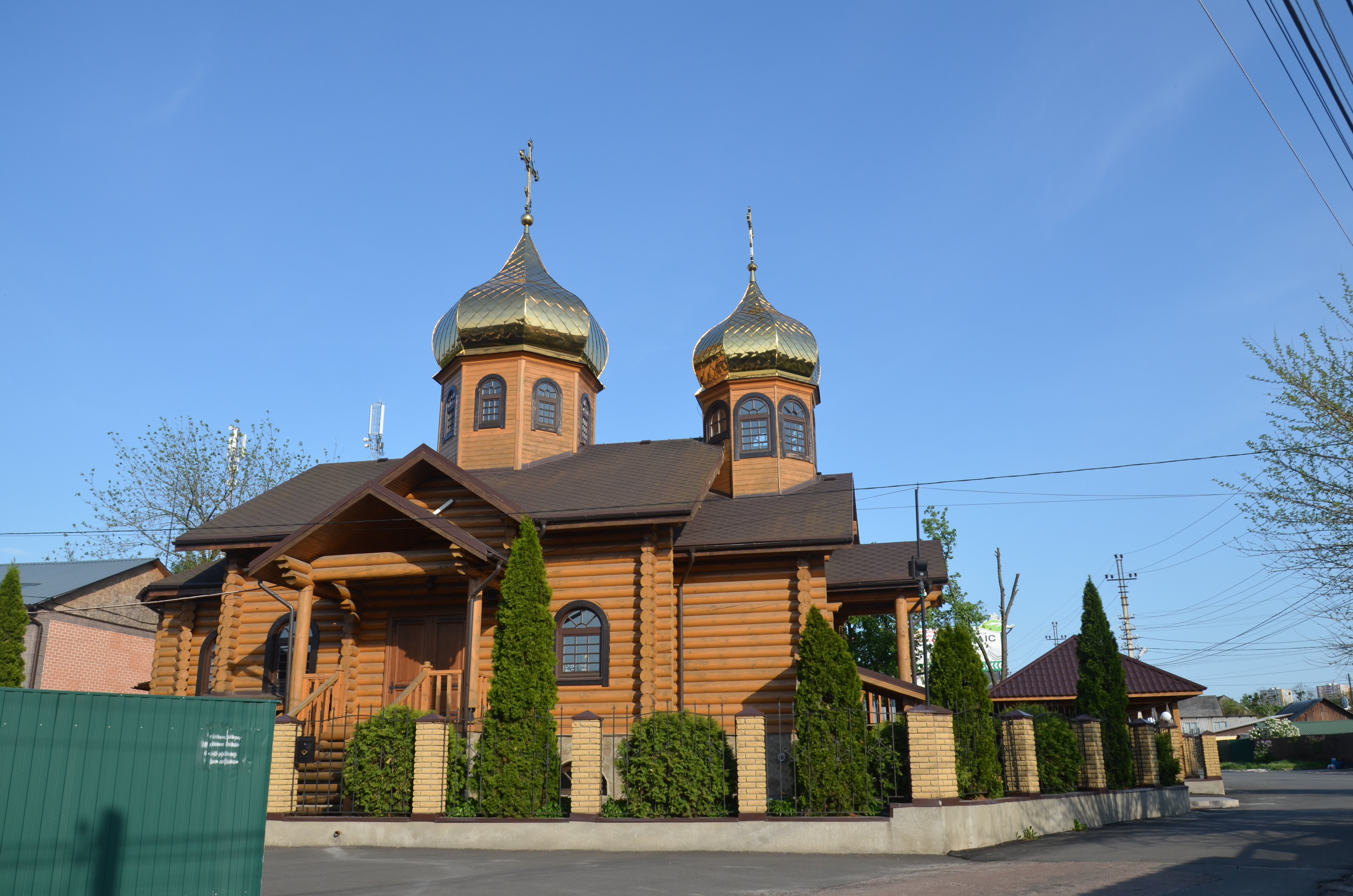
Kirche im Ort

Die im Jahr 1900 im Zusammenhang mit dem Bau der Bahnstrecke Kiew–Kowel gegründete Siedlung ist eine komplett von Wald umgebene Enklave der Stadtgemeinde Irpin im Nordwesten des Stadtgebietes von Kiew (Stadtrajon Swjatoschyn). Bis 1941 trug der Ort den Namen Berkowez (Берковець), 1962 wurde der Ort nach Irpin eingemeindet.

## Verwaltungsgliederung
Am 12. Juni 2020 wurde die Siedlung zum Zentrum der neugegründeten Siedlungsgemeinde Kozjubynske (Коцюбинська селищна громада/Kozjubynska selyschtschna hromada). Bis dahin bildete sie einen Teil der Stadtratsgemeinde Irpin im Norden ihn des umgebenden Rajons Kiew-Swjatoschyn, war jedoch kein Teil desselben, sondern direkt der Oblastverwaltung unterstellt.
Am 17. Juli 2020 kam es im Zuge einer großen Rajonsreform zum Anschluss des Rajonsgebietes an den Rajon Butscha.